# Guy de Cointet
Guy de Cointet (1934-1983) est un artiste français actif en Californie, qui a créé des tableaux, des dessins, des textes et des œuvres sculpturales, les combinant souvent comme accessoires et décors de scène dans des performances théâtrales.

## Biographie
Guy de Cointet est né à Paris dans le 7e arrondissement, le 27 décembre 1934, il est le fils du général René de Cointet. Il rencontre au lycée Lamoricière d'Oran Yves Saint Laurent et le photographe de mode Jérôme Ducrot, qui l'ont tous deux amené à s'intéresser d'abord à la mode. Après avoir participé sans succès à un concours de création de vêtements de 1952 parrainé par la Chambre Syndicale de la Haute Couture, Guy de Cointet fréquente l'École des Beaux-Arts de Nancy. En 1956, il s'installe à Paris, où il travaille comme illustrateur pour les magazines Vogue et Jardin des Modes.
Guy de Cointet s'installe à New York en 1965, après de brefs séjours aux Canaries et dans le centre de la France à Saint Paul près de Limoges où il commence à peindre et réalise quelques tableaux-reliefs réalisés en marge du Nouveau Réalisme. Peu de temps après son arrivée à New York, Guy de Cointet est présenté au sculpteur Larry Bell par leur amie commune Susan Hoffman. Bell embauche Guy de Cointet comme assistant, d'abord à son studio de New York puis à  Venice Beach, en Californie, où Guy de Cointet réside jusqu'à sa mort en 1983. Entre 1975 et 1977, il enseigne à l'Otis Art Institute de Los Angeles, donnant des cours axés sur l'art de la performance.

## Peinture, dessin et sculpture
Après une œuvre française constituée de tableaux-reliefs réalisés en marge du Nouveau Réalisme, Guy de Cointet, installé à Los Angeles à partir de 1968 produit des peintures et des dessins, il poursuit tout au long de sa carrière une pratique de dessin minutieuse qui connaît un certain succès critique et commercial.

## Œuvre textuelle
Les œuvres textuelles de Guy de Cointet sur toile et sur papier s'appuient sur des systèmes d'encodage ou d'abstraction du texte, comme l'écriture miroir. Il réutilise des textes de la culture populaire, la conversation quotidienne ou de sources littéraires, créant souvent un effet humoristique, drôle, ironique ou mélancolique. Il publie plusieurs oeuvres cryptées, dont un journal entièrement crypté intitulé ACRCIT. Sérigraphié par Pierre Picot, un artiste français enseignant à CalArts, ACRCIT a été distribué gratuitement dans des boîtes à journaux à travers Los Angeles.

## Performances et théâtre
A partir de 1973, Guy de Cointet écrit et met en scène de nombreux textes de théâtre et performances qui sont reprises régulièrement.
Ses performances mêlent puzzle ou codes littéraires et extraits de feuilleton télévisé, s'inspirant des œuvres de Raymond Roussel. Aux Etats-Unis, les pièces ont été interprétées par des acteurs tels que le comédien Billy Barty. En France, Guy de Cointet organise deux soirées de lectures de Raymond Roussel au Théâtre Récamier à Paris en 1976.
Il revient à Paris mettre en scène, deux pièces importantes: Tell me en 1981, et De toutes les couleurs au Théâtre du Rond-Point en 1982 joué par Fabrice Lucini, Sabine Haudepin, Violetta Sanchez et Yves Lefebvre. Le critique de théâtre Frantisek Deak a écrit à propos de l'approche structuraliste de Cointet que «l'artiste juxtaposait une conversation informelle réaliste avec un langage littéraire artificiel ... [soulignant] que les deux sont des styles particuliers et qu'avec une certaine distance, la conversation informelle apparaîtra également artificielle.» Deak faisait spécifiquement référence à des pièces telles que Tell Me (1979), dans lesquelles des actrices à la mode décrivent de manière variée un carré de carton blanc comportant les lettres majuscules noires A, D, M et T.
Son travail a influencé celui de Paul McCarthy, Mike Kelley et Catherine Sullivan, entre autres.

## Sélection d'œuvres

### Performances et théâtre
- Huzo Lumnst (1973)
- Going to the Market (1975)
- My Father’s Diary (1975)
- Two Drawings (1975)
- Perdu en mer (1975)
- Cinq sœurs (1982)
- Éthiopia (1976)
- Iglu, Ramona[10], Cigar (1977)
- Tell Me (1979)
- De toutes les couleurs (1982)
- The Bridegroom (sa dernière œuvre, jamais jouée de son vivant)

Ethiopia, Iglu, Cigar et Ramona sont des collaborations avec l' artiste Robert Wilhite. Five Sisters est écrit collaboration avec l'artiste Eric Orr.
Ses vingt-cinq pièces de théâtre ont été  éditées ou rééditées en 2017 en anglais et traduites en français,.

### Livres et éditions
- A Captain from Portugal (1972)[13].
- A Few Drawings by Guy de Cointet (1975)
- ACRCIT (journal, 1975)

## Sélection d'expositions
- Who's That Guy?, MAMCO, Genève, 2004
- Making Words With Things, CRAC, Séte, 2006
- Tell Me, Exposition permanente du Centre Pompidou, acquisition 2008[14].
- Guy de Cointet, Le Quartier, Quimper, commissariat Frédéric Paul, 2011.

## Filmographie
Marie de Brugerolle, Guy de Cointet, Who's that guy? – Tell me more about Guy de Cointet (DVD), Film réalisé par Marie de Brugerolle. Avec John Baldessari, Larry Bell, Richard Jackson, Morgan Fisher, Paul McCarthy, Robert Wihlite, Christophe Bourseiller, Violetta Sanchez, Gus Foster, Dora García, Mary Ann Glicksman, Yves Lefebvre, Susan Martin, Pierre Picot, Alexis Smith, Barbara Smith, Diana Zlotnick. Publié par Entre2prises. paru en juillet 2014, 82', livret 32 p.

## Archives
Fonds Guy de Cointet 1952-1984, archives écrites, photographiques et audiovisuelles, COI 1 - 111 Bibliothèque Kandinsky, Centre Pompidou, Paris.